# Liste des municipalités de Paraíba

Drapeau de l'État de Paraíba

Liste des villes de l'État de Paraíba, au Brésil. L'État de Paraíba, au Brésil compte 223 municipalités (municípios en portugais).
- Haut – A
- B
- C
- D
- E
- F
- G
- H
- I
- J
- K
- L
- M
- N
- O
- P
- Q
- R
- S
- T
- U
- V
- W
- X
- Y
- Z

## Municipalités

### A
- Água Branca
- Aguiar
- Alagoa Grande
- Alagoa Nova
- Alagoinha
- Alcantil
- Algodão de Jandaíra
- Alhandra
- Amparo
- Aparecida
- Araçagi
- Arara
- Araruna
- Areia
- Areia de Baraúnas
- Areial
- Aroeiras
- Assunção

### B
- Baía da Traição
- Bananeiras
- Baraúna
- Barra de Santana
- Barra de Santa Rosa
- Barra de São Miguel
- Bayeux
- Belém
- Belém do Brejo do Cruz
- Bernardino Batista
- Boa Ventura
- Boa Vista
- Bom Jesus
- Bom Sucesso
- Bonito de Santa Fé
- Boqueirão
- Borborema
- Brejo do Cruz
- Brejo dos Santos

### C
- Caaporã
- Cabaceiras
- Cabedelo
- Cachoeira dos Índios
- Cacimba de Areia
- Cacimba de Dentro
- Cacimbas
- Caiçara
- Cajazeiras
- Cajazeirinhas
- Caldas Brandão
- Camalaú
- Campina Grande
- Campo de Santana
- Capim
- Caraúbas
- Carrapateira
- Casserengue
- Catingueira
- Catolé do Rocha
- Caturité
- Conceição
- Condado
- Conde
- Congo
- Coremas
- Coxixola
- Cruz do Espírito Santo
- Cubati
- Cuité
- Cuitegi
- Cuité de Mamanguape
- Curral de Cima
- Curral Velho

### D
- Damião
- Desterro
- Diamante
- Dona Inês
- Duas Estradas

### E
- Emas
- Esperança

### F
- Fagundes
- Frei Martinho

### G
- Gado Bravo
- Guarabira
- Gurinhém
- Gurjão

### I
- Ibiara
- Igaracy
- Imaculada
- Ingá
- Itabaiana
- Itaporanga
- Itapororoca
- Itatuba

### J
- Jacaraú
- Jericó
- João Pessoa (capitale de l'État de Paraíba)
- Juarez Távora
- Juazeirinho
- Junco do Seridó
- Juripiranga
- Juru

### L
- Lagoa
- Lagoa de Dentro
- Lagoa Seca
- Lastro
- Livramento
- Logradouro
- Lucena

### M
- Mãe d'Água
- Malta
- Mamanguape
- Manaíra
- Marcação
- Mari
- Marizópolis
- Massaranduba
- Mataraca
- Matinhas
- Mato Grosso
- Maturéia
- Mogeiro
- Montadas
- Monte Horebe
- Monteiro
- Mulungu

### N
- Natuba
- Nazarezinho
- Nova Floresta
- Nova Olinda
- Nova Palmeira

### O
- Olho d'Água
- Olivedos
- Ouro Velho

### P
- Parari
- Passagem
- Patos
- Paulista
- Pedra Branca
- Pedra Lavrada
- Pedras de Fogo
- Pedro Régis
- Piancó
- Picuí
- Pilar
- Pilões
- Pilõezinhos
- Pirpirituba
- Pitimbu
- Pocinhos
- Poço Dantas
- Poço de José de Moura
- Pombal
- Prata
- Princesa Isabel
- Puxinanã

### Q
- Queimadas
- Quixaba

### R
- Remígio
- Riachão
- Riachão do Bacamarte
- Riachão do Poço
- Riacho de Santo Antônio
- Riacho dos Cavalos
- Rio Tinto

### S
- Salgadinho
- Salgado de São Félix
- Santa Cecília
- Santa Cruz
- Santa Helena
- Santa Inês
- Santa Luzia
- Santana de Mangueira
- Santana dos Garrotes
- Santarém
- Santa Rita
- Santa Teresinha
- Santo André
- São Bento
- São Bentinho
- São Domingos do Cariri
- São Domingos de Pombal
- São Francisco
- São João do Cariri
- São João do Rio do Peixe
- São João do Tigre
- São José da Lagoa Tapada
- São José de Caiana
- São José de Espinharas
- São José dos Ramos
- São José de Piranhas
- São José de Princesa
- São José do Bonfim
- São José do Brejo do Cruz
- São José do Sabugi
- São José dos Cordeiros
- São Mamede
- São Miguel de Taipu
- São Sebastião de Lagoa de Roça
- São Sebastião do Umbuzeiro
- Sapé
- Seridó
- Serra Branca
- Serra da Raiz
- Serra Grande
- Serra Redonda
- Serraria
- Sertãozinho
- Sobrado
- Solânea
- Soledade
- Sossêgo
- Sousa
- Sumé

### T
- Taperoá
- Tavares
- Teixeira
- Tenório
- Triunfo

### U
- Uiraúna
- Umbuzeiro

### V
- Várzea
- Vieirópolis
- Vista Serrana

### Z
- Zabelê

## Sources
- (pt) Federação dos Municípios da Paraíba
- (pt) Infos supplémentaires (cartes simple et en PDF, et informations sur l'État).
- (pt) Infos sur les municipalités du Brésil
- (pt) Liste alphabétique des municipalités du Brésil (population au 01-04-2007)